# Enterotoxische Escherichia coli
Enterotoxische Escherichia coli (ETEC) sind bestimmte krankheitsauslösende Stämme des Darmbakteriums Escherichia coli (E. coli), deren Enterotoxin massiven wässrigen Durchfall auslöst. Betroffen sind meist Kleinkinder in Entwicklungsländern oder Reisende (Reisediarrhoe). Sie sind für 100 Mio. Infektionen und zehntausende Todesfälle pro Jahr verantwortlich. Häufige Auslöser sind verunreinigte Nahrung oder Trinkwasser.

## Pathogenese
ETEC-Stämme besitzen zusätzliche Plasmidgene. Zum Anheften an die Epithelzellen im Darm besitzen ETEC-Stämme spezielle Fimbrien, auch colonizing factors (CFA) genannt, die ein Austreiben durch die Darmperistaltik verhindern. Des Weiteren besitzen sie drei namensgebende Toxine: ein hitzelabiles Enterotoxin LT, das dem Choleratoxin stark ähnelt, und zwei bis 100 °C hitzestabile Toxine STa und STb. STa stimuliert die Guanylatcyclase, welche die Absorption von Na+ inhibiert und die Sekretion von Cl− fördert.

### Prophylaxe
Die orale Gabe eines oralen WC/rBS-Impfstoffes gegen Cholera reduziert für wenige Monate das Risiko für Reisediarrhoe. Erfolgreicher ist die orale Gabe von rekombinant hergestellten CtB, enthalten mit fünf Stämmen Formalin abgetöteter ETEC-Zellen, das jedoch nicht gut bei kleinen Kindern wirkt. Ein weiteres Kombinationspräparat besteht aus lebend-abgeschwächten Shigellen mit Vektoren zur Expression von ETEC-Antigenen für Fimbrien und LT. Zudem ist ein Präparat gegen ETEC und Typhus in Entwicklung.